# Bạch Hạ, Nam Kinh
Bạch Hạ (tiếng Trung: 白下區, Hán Việt: Bạch Hạ khu) là một quận của thành phố Nam Kinh (南京市), tỉnh Giang Tô, Cộng hòa Nhân dân Trung Hoa. Quận này có diện tích 28 km2, dân số năm 2002 là 450.000 người. Quận Bạch Hạ có 9 nhai đạo. Bạch Hạ là quận 2 trong thời kỳ Dân quốc (quận Thành Đông).